# TNTC
TNTC (2,4,6-trinitro-2,4,6-triazacyklohexanon) je  silná, ale bezpečná trhavina. Chemicky je podobný hexogenu neboli RDX a bývá proto nazýván i keto-RDX nebo oxo-RDX. Má registrační číslo CAS 115029-35-1.

## Základní fyzikální a chemické vlastnosti
Chemicky je TNTC cyklický triamin, jehož 3 dusíkové atomy 6členného cyklu nesou namísto vodíkového atomu nitroskupinu ( - NO2) a jeden z uhlíkových atomů má navázaný kyslík (tvoří ketoskupinu C=O). Sumární chemický vzorec této sloučeniny je C3H4O7N6. Oproti hexogenu má navíc jeden atom kyslíku v ketoskupině a to výrazně ovlivňuje jeho výbušinářské vlastnosti. Díky příznivější kyslíkové bilanci má ve srovnání s hexogenem vyšší detonační rychlost a také vyšší hustotu.
TNTC je jemná krystalická prášková látka o hustotě 1,97 g/cm3 a teplotě tání 195 °C. Chemicky je značně stabilní, prakticky vůbec nepodléhá hydrolýze a jeho tepelný rozklad začíná při zahřátí nad 203 °C.

## Pyrotechnické vlastnosti a využití
Jako výbušnina vykazuje mimořádně dobré vlastnosti - je velmi stabilní a málo citlivý vůči vnějším vlivům a přitom se vyznačuje velmi vysokou brizancí a razancí výbuchu. Jeho většímu praktickému rozšíření brání poměrně komplikovaná a nákladná  výroba, takže fakt, že vykazuje poněkud lepší pyrotechnické vlastnosti než RDX převáží nákladnost jeho výroby.
Jako výbušnina vykazuje tyto základní vlastnosti:
- Energie výbuchu: 5 610 kJ/kg
- Detonační rychlost: 9 270 m/s
- Kyslíková bilance: -6,8 %

## Výroba
Existuje řada chemických syntézních postupů které vedou k TNTC, nejjednodušší z nich využívá  reakce močoviny s formaldehydem a terciárním butylaminem na 4-t-butyltetrahydro-1,3,5-triazin-2-on následovanou  nitrací a nitrolýzou této látky na TNTC. Tento postup dává poměrně nízké výtěžky a získaný produkt obsahuje větší množství nečistot.
Relativně výhodnější metodou je použití 2-nitroimino-5-nitrohexahydro-1,3,5-triazinu (NNHT) nebo kyselé soli 2-nitroiminohexahydro-1,3,5-triazinu (NIHT) jako výchozí látky. Prekurzor reaguje se směsí anhydridu kyseliny trifluoroctové a kyseliny dusičné nebo dusičnanu amonného. Získaný TNTC se přečišťuje nejlépe  rekrystalizace z ethylacetátu. Nevýhodou tohoto postupu je nutnost použití drahého anhydridu kyseliny trifluoroctové, protože v prostředí dostupného a cenově výhodnějšího acetanhydridu požadovaná reakce neprobíhá.